# Zhemgang

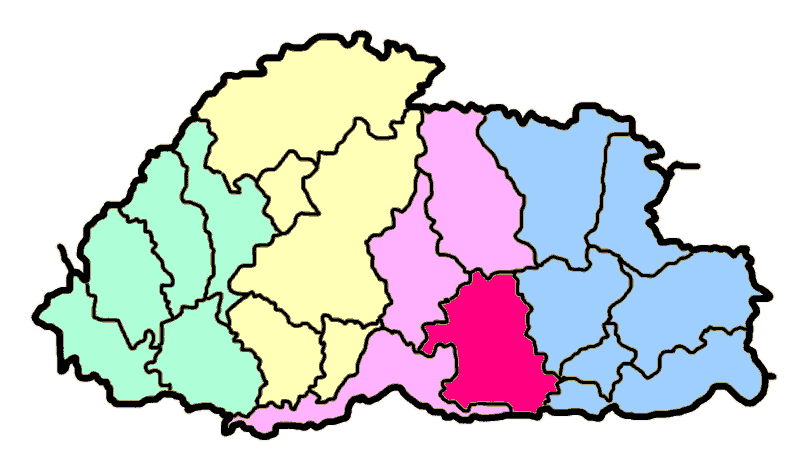
localização de Zhemgang no Butão (rosa destacado)

Zhemgang (Djongkha: གཞལམ་སྒང་རྫོང་ཁག་) é um dos 20 distritos do Butão.